# 布里利夫卡 (白采爾克瓦區)
49°23′21″N 30°19′43″E / 49.38917°N 30.32861°E

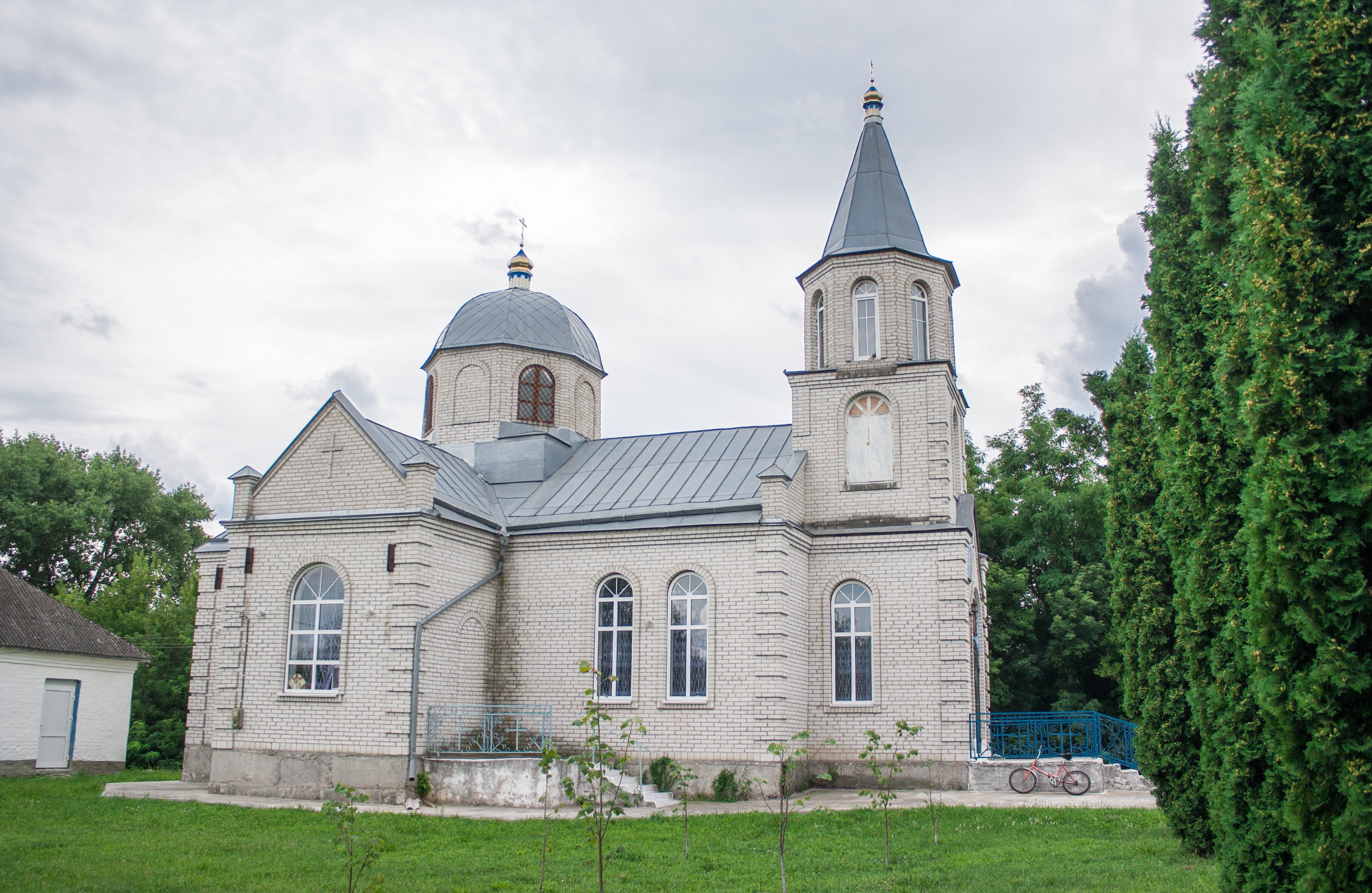
教堂

布里利夫卡（烏克蘭語：Брилівка）是位於烏克蘭北部的村莊，由基辅州白采爾克瓦區的斯塔維謝市鎮負責管轄。該村始建於1660年，面積3.96平方公里，海拔高度184米，2001年人口829，人口密度每平方公里209.5人。